# Dan Nica
Dan Nica, né le 2 juillet 1960 à Panciu, est un homme politique roumain, membre du Parti social-démocrate (PSD).

## Biographie
Il est élu député européen lors des élections européennes de 2014. Il siège au sein de l'Alliance progressiste des socialistes et démocrates au Parlement européen.